# Eckhard Buchholz
 Eckhard Buchholz  (* 14. März 1941 in Stettin) ist ein deutscher Maler und Grafiker.

## Leben
Buchholz’ Vater Emil Buchholz war Offizier der Wehrmacht und fiel während des Deutsch-Sowjetischen Kriegs 1942 vor Moskau. Mutter Elly zog den älteren Sohn Wolfgang sowie den jüngeren Eckhard allein groß. Im Zuge des Vordringens der Roten Armee und der anhaltenden britischen Bomberangriffe auf Stettin flüchtete die Familie im Jahr 1944 nach Stralsund. Dort erlebte sie das Kriegsende und den Neuanfang in der Sowjetischen Besatzungszone bzw. später in der DDR.
In den Jahren von 1947 bis 1955 besuchte Buchholz die Grundschule in Stralsund. Im Jahr 1956 erlernte er dort den Beruf eines Kfz-Schlossers und erwarb im Jahr 1959 den Facharbeiterbrief. Anschließend arbeitete er als Motorenschlosser in der Volkswerft Stralsund. Schon früh wurde sein Talent zum Malen und Zeichnen erkannt. Schließlich gelangte Buchholz als Autodidakt zum Genre der Bildenden Kunst.
Der Stralsunder Künstler Tom Beyer, der die Volkskunstgruppen der Volkswerft betreute, wurde auf ihn aufmerksam und nahm ihn als Schüler zu sich. So konnte sich Buchholz in der Zeit von 1976 bis 1979 grundlegendes künstlerisches Rüstzeug aneignen. Beyer wurde dabei prägend als Lehrmeister und auch Vorbild. Anschließend absolvierte Buchholz bis 1981 ein Studium der Kunstgeschichte bei Nikolaus Zaske an der Ernst-Moritz-Arndt-Universität Greifswald. Ein weiterführendes Fernstudium der Malerei und Grafik absolvierte er bei Günther Brendel an der Kunsthochschule Berlin-Weißensee in den Jahren 1986 und 1987.
Buchholz’ Arbeiten fanden im Bezirk Rostock Beachtung und Anerkennung. Dafür erhielt er u. a. im Jahr 1986 die „Goldmedaille in Anerkennung hervorragender Leistungen anläßlich der 21. Arbeiterfestspiele der DDR“ in Magdeburg.

## Schaffen und Engagement
Während der Wendezeit in der DDR engagierte Buchholz sich insbesondere für die Wiedergründung des Pommerschen Künstlerbundes im Osten Deutschlands, dessen Neugründung im Westen schon 1973 in Düsseldorf erfolgt war. Im Jahr 1992 wurde er in die Funktion des Zweiten Vorsitzenden des Pommerschen Künstlerbundes e. V. (PKB) gewählt, die er bis 2006 bekleidete.
Wichtige Werke in Buchholz’ Schaffensprozess sind das Triptychon „Die Wiedervereinigung“ (1989/90), der „Wikinger-Zyklus“ (1998 – 2002) und die weiteren Historienbilder der Jahre 2001 bis 2011. Die Historienbildnisse von Buchholz verweisen in Aussage und Stil auf die Werke Tübkes. Wie die regionale Presse in jüngerer Zeit mitteilte, hat beim Entstehen des einmaligen Wikinger-Zyklus der Greifswalder Historiker Lutz Mohr einen entscheidenden Anteil, der Buchholz seinerzeit sozusagen als Mentor zur Seite stand: „Da habe ich erst mal den Historiker Lutz Mohr aus Greifswald um Rat gefragt. Dieser brachte ihn damals erst auf die Idee, den Zyklus zu malen und hat somit einen großen Anteil daran, dass der Stralsunder Künstler sich der historischen Malerei zuwandte“ (Alysha Kraft, OZ-HST, 13./14.3.2021, S. 12).
Das Gesamtwerk würdigte Manfred Prinz, früherer Erster Vorsitzender des Pommerschen Künstlerbundes e. V., im Jahr 2007. Buchholz’ Bilder seien „[…] geprägt von einer hellen, warmen Farbigkeit, von einem breitflächig angelegten, dynamischen Malduktus und einer im Realistischen verwurzelten Vereinfachung der Form. Diese Verbundenheit mit seiner Heimat Pommern und einer Liebe zu seinem nordischen Lebensraum im weitesten Sinne, haben über die Gestaltung der Landschaft und des Menschenbildes hinaus noch einen anderen Aspekt seines Motivspektrums hervorgebracht: das Historienbild. Und hierbei bleibt er sich seinem Stil treu. So meidet er völlig zu recht jeglichen Ideologieansatz und zielt darauf, objektivierende Geschichtsverbundenheit visuell zu fördern […]. Seine Geschichtsbilder sind in der Form klar und die Ereignisse figürlich verdeutlicht, von der Farbe her aber Stimmungsbilder, die den Betrachter emotional einbeziehen und beinahe poetisch verzaubern.“

## Ausstellungen (Auswahl)
- Landesbibliothek Mecklenburg-Vorpommern, Schwerin
- Schloss der Pommernherzöge, Stettin, Polen
- Runestone Museum, Alexandria (Minnesota), USA

## Werke (Auswahl)
- Angler auf dem Strelasund (Öl, 95 × 122 cm, 1979)
- Neuendorf auf Hiddensee (Öl, 40 × 50 cm, 1984)
- Fischerboote im Hafen Vitte (Öl, 61 × 86 cm, 1987)
- Die Wiedervereinigung. Das Triptychon besteht aus den Bildnissen: Stätte der Begegnung, Fall der Mauer und Friedliche Revolution (Öl, alle gleiche Abmessungen von 130 × 100 cm, 1989/90)
- Hochseejacht (Öl, 80 × 60 cm, 1997)
- Kurfürst Friedrich der Weise und der Reformator Martin Luther auf der Wartburg 1521 (Öl, 80 × 100 cm, 2001), Historienbild
- Erinnerung (Triptychon, Öl, Abmessungen je 120 × 46 cm, 2002)
- Klosterruine Eldena (Öl, 82 × 62 cm, 2002), Historienbild
- Der Feuertod der jungen Hexe von Alt-Gaarz (Öl, 30 × 40 cm, 2003), Historienbild
- Die Christianisierung Pommerns durch Bischof Otto von Bamberg 1124 und 1128 (Öl, 105 × 83 cm, 2004), Historienbild
- Auftakt zur Schlacht an der Raxa am 16. Oktober 955 (Öl, 102 × 137 cm, 2005), Historienbild
- Die Belagerung Stralsunds durch Wallensteins Truppen 1628 (Öl, 84 × 105 cm, 2006/07), Historienbild
- Pommernherzog Johann Friedrich und Graf Ulrich von Schwerin im Winter 1567/68 auf Schloss Spantekow (Öl, 84 × 102 cm, 2007), Historienbild
- In den Kasematten der Burg Spantekow 1627 (Öl, 83 × 102 cm, 2007), Historienbild
- Blick auf Stralsund von der Neuen Rügendammbrücke (Öl, 72 × 88 cm, 2007)
- Mönche auf Hiddensee (Öl, 104 × 84 cm, 2008), Historienbild
- Störtebekers Gefangennahme bei Helgoland 1400 (Öl, 80 × 100 cm, 2009), Historienbild
- Major Ferdinand von Schill 1809 in Stralsund (Öl, 85 × 110 cm, 2009), Historienbild
- Galeone unter der Trikolore in Verteidigung (mit Wolfgang Fock, Öl, 106 × 82 cm, 2010), maritimes Historienbild
- Der Friedensschluss von Stralsund 1370 (Öl, 103 × 137 cm, 2010/11), Historienbild
- Die Schweden auf Usedom 1630 (Öl, 86 × 105 cm, 2012/13), Historienbild
- Der Pommernreformator Johannes Bugenhagen Mai 1535 in Stralsund (Öl, 96 × 122 cm, 2013), Historienbild
- Die Holländer in Japan 1609 (Öl, 102 × 122 cm, 2014), Historienbild
- Maler Professor Tom Beyer (Öl, 107 × 85 cm, 2014/15), Porträt[2]
- Entwicklungshilfe in Afrika (Öl, 86 × 112 cm, 2015)

Der „Wikinger-Zyklus“. Er entstand als eigenständige Komposition von Historienbildern in den Jahren 1998 bis 2002 unter fachlicher Beratung des Greifswalder Diplom-Historikers Lutz Mohr und umfasst folgende acht Ölgemälde:
- Anlandung der Wikinger an Pommerns Küste (Öl, 84 × 105 cm, 1998)
- Die Jomswikinger und ihre Jomsburg (Öl, gleiche Abmessungen, 1998)
- Alltag in einer Wikingersiedlung (Öl, gleiche Abmessungen, 1999)
- Die Niederlage der Wikinger gegen König Arnulf von Kärnten in der Schlacht bei Löwen anno 891 (Öl, gleiche Abmessungen, 1999)
- Die Wikinger-Königsschlacht von Svoldr am 9. September 1000 (Öl, gleiche Abmessungen, 1999)
- Die Kapitulation der slawischen Tempelburg Arkona auf der Insel Rügen im Juni 1168 (Öl, gleiche Abmessungen, 2000)
- Der letzte Weg der Wikinger von Menzlin (Öl, gleiche Abmessungen, 2000)
- Der Traum des Wikingers: Sehnsucht nach der Ferne (Öl, 65 × 55 cm, 2002)

Im Kontext damit schuf er die zehnteilige Grafikfolge „Aus der Wikingerzeit“ (2002). Einen entsprechenden „Wikingerkunstkalender“ legte er mit Texten von Lutz Mohr, Greifswald, für das Jahr 2004 vor.